# Escut de Benidoleig
L'escut de Benidoleig és un símbol representatiu oficial de Benidoleig, municipi del País Valencià, a la comarca de la Marina Alta. Té el següent blasonament:
| « | Escut quadrilong de punta redona, mig partit i truncat. En el primer quarter, d'or, cinc gotes de porpra en sautor. En el segon quarter, de gules, tres cards d'or, ben ordenats. En el tercer quarter, d'atzur sobre dues faixes ondades d'argent, una muntanya del mateix metall carregada d'una boca de cova de sable. Per timbre, corona reial oberta. | » |

L'escut fou aprovat per Resolució de 31 de maig de 2001, del conseller de Justícia i Administracions Públiques, publicada en el DOGV núm. 4.044, de 17 de juliol de 2001.
Les gotes de porpra simbolitzen l'advocació de la Santíssima Sang, que ostenta la parròquia del poble. Al costat, les armes parlants dels Cardona, marquesos de Guadalest que foren antics senyors de Benidoleig, abans de l'abolició dels senyorius a Espanya. A sota, una al·lusió a la Cova de les Calaveres vora el riu Girona, el major atractiu del municipi.